# Телушкина, Мария Владимировна
Мария Владимировна Телушкина (также известна по фамилии Золотько; род. 3 апреля 1994, Алма-Ата) — казахстанская легкоатлетка, специалистка по метанию диска и толканию ядра. Выступала за сборную Казахстана по лёгкой атлетике в 2010-х годах, многократная победительница и призёрка первенств национального значения, участница летних Олимпийских игр в Рио-де-Жанейро. Представляла Алма-Ату. Мастер спорта международного класса Республики Казахстан.

## Биография
Родилась 3 апреля 1994 года в Алма-Ате, Казахстан. Дочь известной советской метательницы диска Татьяны Дмитриевны Лесовой (Стародубцевой), бронзовой призёрки Московской Олимпиады. С юных лет занималась лёгкой атлетикой под руководством матери, ставшей тренером.
Впервые заявила о себе на международном уровне в сезоне 2012 года, когда вошла в состав казахстанской сборной и выступила на юниорском азиатском первенстве в Коломбо, где стала шестой в толкании ядра и метании диска.
В 2013 году метала диск на чемпионате Азии в Пуне, с результатом 42,89 заняла итоговое восьмое место.
В 2015 году в метании диска одержала победу на чемпионате Казахстана в Алма-Ате, показала девятый результат на чемпионате Азии в Ухане (41,43).
В 2016 году на международном турнире в Ташкенте превзошла всех соперниц и установила свой личный рекорд в метании диска — 61,20 метра, тогда как на чемпионате Казахстана в Алма-Ате победила сразу в двух дисциплинах: толкании ядра и метании диска. Выполнив олимпийский квалификационный норматив (61,00), удостоилась права защищать честь страны на летних Олимпийских играх в Рио-де-Жанейро — на предварительном квалификационном этапе метнула диск на 45,33 метра, чего оказалось недостаточно для выхода в финал.
Впоследствии ещё становилась чемпионкой Казахстана в метании диска в 2017 и 2019 годах.
В 2020 году провалила допинг-тест — в её пробе обнаружили следы запрещённого вещества кломифена. В результате спортсменку дисквалифицировали сроком на 2 года.
За выдающиеся спортивные достижения удостоена почётного звания «Мастер спорта международного класса Республики Казахстан».